# Station Łęg Tarnowski
Station Łęg Tarnowski is een spoorwegstation in de Poolse plaats Łęg Tarnowski.